# 바흐만다발
심장의 전기 전도계에서 바흐만다발(Bachmann's bundle, Bachmann bundle), 또는 심방간경로, 심방사이경로(interatrial tract)는 좌심방의 안쪽 벽에 위치한 앞결절사이경로(anterior internodal tract)의 가지이다. 위대정맥과 오름대동맥 사이의 우심방으로부터 주행하는 심근의 넓은 띠이다. 바흐만다발은 정상굴리듬동안에 좌심방이 전기적으로 활성화될 때 우선시되는 전도 경로이다. 따라서 바흐만다발은 심장의 '심방 전기 전도계'의 일부로 여겨진다.

## 역사
1916년 진 조지 바흐만(Jean George Bachmann)은 개를 가지고 실험을 수행했다. 그는 심방을 연결하는 근섬유 다발을 조이면 전도에 상당한 지연이 발생한다는 것을 발견했다.

## 구조
바흐만다발은 굴심방결절동맥(오른쪽, 왼쪽 또는 둘 다)에서 혈액 공급을 받는다.
바흐만다발 외에, 심방의 전기 전도계를 구성하는 다른 3개의 전도 경로로는 굴심방결절에서 방실결절까지 이어지는 앞쪽, 중간, 뒤쪽 결절사이경로로 알려져 있으며 심장정맥굴 근처 영역에서 세 경로가 합쳐진다. 심방 자동능(atrial automaticity)이 만들어지는 부분은 심방 전기 전도계 안에 있다. 심장정맥굴 근처에 세 전도로가 합쳐지면 해당 영역에서 상당한 자동능이 활성화된다.

## 기능
정상적인 심장 리듬은 굴심방결절에서 시작되며, 굴심방결절은 위대정맥 근처의 우심방에 있다. 굴심방결절에서 활성화된 전기 신호는 우심방 전체로 퍼져 나간다. 활성화가 좌심방으로 전달될 수 있는 위치는 바흐만다발과 별개로 앞심방사이막, 뒤심방사이막, 심장정맥굴이 있다. 바흐만다발은 굴심방결절 가까이에서 시작되고 길고 평행한 섬유로 구성되어 있기 때문에 굴리듬 동안 좌심방을 활성화시키는 첫 번째 경로가 된다.

## 같이 보기
- 히스다발